# میخائیل بوتوینوف
میخائیل بوتوینوف (روسی: Михаил Викторович Ботвинов؛ ۱۷ نوامبر ۱۹۶۷ – ) اسکی‌باز صحرانوردی اهل روسیه بود. او در المپیک زمستانی 1992 برای تیم متحد و در سال 1994 و 2002 و 2006 برای روسیه در مسابقات شرکت کرد.